# Economia de mercat
L'economia de mercat és un sistema econòmic que centra l'organització i assignació de la producció i el consum de béns i serveis en la llei d'oferta i demanda. L'economia de mercat acostuma a estar lligada al capitalisme i a un tipus d'estat que intervé en política econòmica d'una manera limitada o, en casos d'intervenció massiva, amb la finalitat de salvaguardar l'estabilitat del sistema i corregir l'anomenada competència imperfecta. S'oposa doncs a les economies planificades i a les antigues economies d'excedents o familiars.
Segons economistes com Adam Smith, l'economia de mercat, regida per les lleis de l'oferta i demanda, la competència i la maximització del benefici, (benefici únicament monetari, perquè mai parlem d'un benefici social per exemple, igual que amb el cost de producció, també únicament monetari, perquè no es consideren costos destruir una part del planeta, saltar-se lleis, pagar menys del que es mereixen als treballadors...) està "naturalment" present en el comportament humà i dirigeix, si es deixa lliure de restriccions, les iniciatives econòmiques. En contra d'aquesta teoria, diverses crítiques han estat arrasades pels que no suporten ni els arguments ni els pressupostos ideològics.
Entre aquests crítics es troba l'antropòleg i economista Karl Polanyi. Polanyi va veure en les economies de mercat en una realitat fa poc temps, característica de la societat capitalista industrial del segle xix i xx, sinó per les pràctiques d'empreses estrangeres i les relacions econòmiques abans.
Aquesta va ser una resposta força empenta social i es van organitzar d'acord amb dos principis fonamentals: la de la reciprocitat, que proporciona el comerç recíproc de béns considerats com equivalents a un valor simbòlic i social, i el de la redistribució, el que equilibra la distribució de béns imposada per les normes venen a passar pel govern.